# Escuadrón de la muerte de Perú de los años 2000
El Escuadrón de la muerte fue un grupo clandestino integrado por elementos de la Policía Nacional del Perú (PNP), liderado por el coronel Elidio Espinoza, que estuvo involucrado en ejecuciones extrajudiciales de presuntos delincuentes en Trujillo, departamento de La Libertad.

## Historia
Debido al crecimiento económico en Trujillo, se formaron más de 40 bandas criminales dedicadas desde el robo a mano armada hasta el secuestro y extorsión. Se detectó que los empresarios, transportistas y comerciantes de la zona eran amenazados a pagar cupo por su seguridad, además del uso de stickers con diversos logos correspondiente a las bandas criminales involucradas.
En julio de 2007, se promulgó el Decreto Legislativo 982, mediante la cual el policía quedaba eximido de responsabilidad penal si "en cumplimiento de su deber y en uso de sus armas en forma reglamentaria, causen lesiones o muerte". De esta forma, para agosto del 2007 empezaron las acciones del denominado escuadrón. Las primeras víctimas fueron José Murrugarra, Johny Murrugarra y César Deza, quienes fueron abatidos tras intentar asaltar el restaurant campestre La Rueda. Aunque el dueño del local corroboró la versión de la policía, para los familiares de las víctimas fue una pelea de borrachos. Un mes después, fue abatido César Sancho Rodríguez, alias "Pichón", luego de huir al ser sorprendido robando en una esquina junto a sus cómplices. El 21 de septiembre, fue abatido Julio Merino Bayona, alias "Gallo", tras amenazar con una pistola a una ciudadana. Los agentes de policía, tras descubrir el hecho, persiguieron y balearon a alias "Gallo", quien quedó herido y fue trasladado agonizante al Hospital Regional donde falleció. A pesar del testimonio de los policías, quienes aseguraron que "Gallo" disparó contra ellos, las pericias indicaron que "Gallo" no había usado su arma de fuego. La ciudadana agraviada, mientras tanto, declaró que "Gallo" la había amenazado con una pistola. El 14 de octubre, fue asesinado José Manuel Reyes Moro, alias "Yuca" y parte de la banda "Los Ochenta".  Previamente, "Yuca" se encontraba tomando cerveza junto a su padre y su tío en un restaurant de El Porvenir cuando una patrulla policial apareció solicitándoles sus documentos. Tras ello, los policías decidieron llevarse a "Yuca", quien se resistió abrazándose a un poste. Los policías forcejearon con él y, mientras sucedía ello, "Yuca" sacó su revólver y realizó un disparo que, según pericia fiscal, impactó en la patrulla. Posteriormente, fue llevado. En su autopsia, se determinó que presentaba lesiones y "marcas de grilletes", además de que en su boca se encontró arena de playa. El 27 de octubre fueron liquidados cuatro personas: Carlos Mariños, Víctor Enríquez, Carlos Esquivel y Ronald Reyes. Según testimonio de Espinoza, estaban en la zona de Sinchi Roca en medio de un operativo cuando apareció una moto con tres sujetos a bordo. A pesar de solicitar que se detuvieran, la moto siguió su camino mientras disparaban a la camioneta policial. Acto seguido, los policías dispararon, cayendo heridos los tres ocupantes de la moto encontrándose una pistola, un revólver y un cuchillo. Luego, éstos fueron subidos a una de las camionetas. Cuando se encontraban desplazándose, se recibió el reporte de un nuevo ataque. Según Espinoza, al llegar al lugar, ve que los efectivos policiales estaban levantando otro herido a lo que él se dedicó a levantar las dos armas que estaban en el lugar del presunto delincuente. Mientras tanto, la fiscalía recopiló diversos testimonios entre los cuales relataron que la policía intervino a Mariños, que se encontraba manejando una motocicleta, llevándoselo en una patrulla. Luego, sacaron de sus viviendas a los tres restantes. Finalmente, los cuatro fueron ejecutados. Otro accionar del escuadrón fue la ejecución de Alexander Fernández Bazán, alias "Loco Álex", quien ingresó muerto al Hospital Belén con los dedos fracturados y cortados el 17 de julio del 2008; la muerte de Helbert Quevedo Muñoz, quien fue ultimado el mismo día y su cadáver encontrado en una playa cercana; y la muerte de Johny Rafael Reyes Velásquez, alias "Loco Johny". el 20 de julio del 2008. "Loco Johny" había sido identificado como el líder de un grupo de extorsionadores. Debido a los reportes de ejecuciones de delincuentes, Reyes presentó ante APRODEH para que pudiera ser defendido y protegido, a pesar de ello fue ultimado.
Debido al accionar del escuadrón, la incidencia del crimen bajó en Trujillo, llegándose a reportar la entrega de delincuentes a las autoridades y la publicación de una carta de Segundo Correa, alias "Paco" y líder de una banda de alrededor de 150 integrantes, advirtiendo que no se iba a enfrentar a las autoridades. Además, el accionar del escuadrón recibió apoyo popular.
Fue puesta a descubierto por el periodista Ricardo Uceda. Aunque los casos fueron evidenciados en la opinión pública por Erica Rodríguez Arce, alias "Érica Platanera", una activista de los derechos humanos sindicada como lideresa de la banda "Los Plataneros", esposa de César Velásquez, alias "Chino Malaco", y fundadora de la Asociación de Víctimas Ejecutadas Extrajudicialmente en la Libertad por la PNP. El activismo de "Érica Platanera" comenzó luego de la muerte de su hermano Freddy Rodríguez, quien falleció de un disparo en la nuca tras una intervención policial en una casa.
Tras el desvelamiento del escuadrón, Espinoza afrontó juicio siendo condenado, en el año 2019, a 30 años de cárcel. Falleció en el año 2021 durante la pandemia de COVID-19. Mientras tanto, Erica Rodríguez, en el año 2016, fue capturada por la policía junto al "Chino Malaco", siendo recluidos en el Penal El Milagro. Debido a que el "Chino Malaco" era considerado un delincuente de alta peligrosidad, se solicitó su traslado al penal de Challapalca. Ambos, en el año 2018, fueron condenados a 10 años de prisión por el delito de asociación ilícita para delinquir.